# Біндуґа (Поморське воєводство)
Біндуґа (пол. Binduga) — село в Польщі, у гміні Конажини Хойницького повіту Поморського воєводства.
Населення — 112 осіб (2011).
У 1975-1998 роках село належало до Слупського воєводства.

## Демографія
Демографічна структура станом на 31 березня 2011 року:
|          | Загалом | Допрацездатний вік | Працездатний вік | Постпрацездатний вік |
| -------- | ------- | ------------------ | ---------------- | -------------------- |
| Чоловіки | 64      | 15                 | 40               | 9                    |
| Жінки    | 48      | 13                 | 23               | 12                   |
| Разом    | 112     | 28                 | 63               | 21                   |